# Elaine di Corbenic

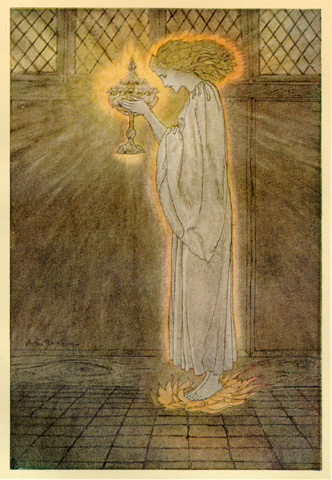
Arthur Rackham, illustrazione da The Romance of King Arthur and His Knights of the Round Table, di Alfred W Pollard, 1917.

Elaine di Corbenic (chiamata alle volte Amite, Heliaebel, Helaine, Perevida o Helizabel) è un personaggio del ciclo arturiano. Appare per la prima volta nel Lancillotto in prosa (ciclo di opere francesi del XIII sec.), ma è delineata in maniera più accurata e ha un ruolo di maggior rilievo in Le Morte d'Arthur di Thomas Malory. Corbenic (o Corbin o Carbonek) è il leggendario castello dov'era custodito il Sacro Graal, Elaine infatti era figlia del Re Pescatore (il signore del castello) e nota come "Fanciulla del Graal" o "Custode del Graal".

## Leggenda
Come raccontato in Le Morte d'Arthur, Pelles, il Re Pescatore, sapeva già da molto tempo che un giorno sua figlia Elaine avrebbe partorito un figlio (Galahad), che sarebbe diventato "il più nobile cavaliere del mondo", il quale avrebbe avuto successo nella leggendaria impresa di trovare il Santo Graal. La bellezza della giovane Elaine però attira su di lei l'invidia della Fata Morgana, la quale la cattura e la immerge giorno per giorno in un calderone bollente, impedendole però con la magia di morire. Il supplizio termina quando Elaine viene salvata da Sir Lancillotto, il più valoroso dei cavalieri della Tavola Rotonda, del quale la riconoscente fanciulla si innamora subito. Ma Lancillotto è innamorato della regina Ginevra, moglie di re Artù, e respinge quindi Elaine. Questa chiede aiuto a Brusen, una strega e sua serva, la quale con un incantesimo fa sì che Lancillotto scambi Elaine con Ginevra e giaccia con lei. Quando si sveglia, il cavaliere scopre l'inganno e fa per uccidere Elaine, ma si fa persuadere a risparmiarla e poi la abbandona, tornandosene alla corte di re Artù. Elaine però lo segue e, di nuovo grazie alle arti della strega Brusen, riesce a farsi passare per Ginevra e ad avere una notte d'amore con lui. I due vengono però sorpresi dalla vera regina Ginevra, la quale, furibonda di gelosia, inveisce contro Lancillotto e rinnega il suo amore per lui. Il cavaliere per la vergogna e il rimorso dà di matto e fugge nudo da Camelot. Solo parecchio tempo dopo Elaine e Lancillotto si rincontrano, allorché lei lo sorprende nel proprio giardino e lo conduce quindi al cospetto del Sacro Graal, la cui vista guarisce la pazzia di Lancillotto all'istante. I due quindi vivono felicemente alcuni anni insieme come marito e moglie.

## Altre Elaine
Nel ciclo arturiano compaiono anche altri personaggi di nome Elaine, con le quali Elaine di Corbenic talvolta si confonde. Uno è Elaine di Astolat, detta la "Dama di Shalott", che morì di crepacuore a causa del suo amore non corrisposto per Sir Lancillotto. Un'altra, meno famosa, è Elaine di Listenoise, figlia di re Pellinore, cugina di Elaine di Corbenic e anch'essa dama del castello in cui veniva custodito il Sacro Graal. Anche la madre di Lancillotto, Elaine di Benwick, condivide lo stesso nome, così come una sorella di re Artù, Elaine di Garlot, e la figlia di quest'ultima, Elaine la Giovane.